# L'Infernal Programme d'entraînement cérébral du Dr Kawashima : Pouvez-vous rester concentré ?
L'Infernal Programme d'entraînement cérébral du Dr Kawashima : Pouvez-vous rester concentré ?, connu aux États-Unis sous le nom de Brain Age: Concentration Training, est un jeu vidéo de réflexion développé et publié par Nintendo sur les consoles de la famille Nintendo 3DS. Il a été tout d'abord publié au Japon le 28 juillet 2012, puis en Amérique du Nord le 10 février 2013. Ce n'est que 5 ans après la sortie initiale, le 28 juillet 2017, qu'il est finalement publié en Europe puis en Australie le 29 juillet 2017. Le logiciel propose un choix d'activités et de mini-jeux conçus pour stimuler et améliorer la concentration du joueur ainsi que sa mémoire de travail.

## Déroulement du jeu
Le joueur est accueilli par un discours de l'avatar virtuel du docteur Ryuta Kawashima (pour la première fois doué de parole et incarné en français par le comédien Emmanuel Bonami) expliquant que le développement des nouvelles technologies du début du XXIe siècle nous contraindrait selon lui à agir en permanence dans une logique multitâche, limitant notre capacité à nous investir pleinement et efficacement sur une seule activité. Il propose alors au joueur de se frotter à son "entraînement infernal" qui vise à améliorer les capacités de concentration du joueur et sa mémoire de travail. Il existe également des épreuves classées dans d'autres sections : le "soutien infernal" pour accélérer la rapidité de la capacité de décision et d'action, "l'entraînement cérébral" pour stimuler les autres facultés du cerveau, et enfin la "détente" qui propose des jeux de réflexions de scoring comme passe-temps.
À noter que les exercices ne sont pas tous proposés dès le départ mais se débloquent au fur et à mesure des jours passés à utiliser le logiciel, qui garde d'ailleurs une trace de l'assiduité du joueur en lui faisant tamponner un calendrier à chaque première utilisation quotidienne.

### L'entraînement infernal
L'entraînement infernal s'effectue au travers de 8 exercices différents ; chaque exercice est limitée à une seule utilisation par jour de 5 minutes, le logiciel expliquant qu'une concentration trop intense et prolongée sur la même tâche serait mauvaise pour le fonctionnement efficace du cerveau et aurait des effets inverses aux bénéfices recherchés. En fonction du pourcentage de bonnes réponses à chaque session, le jeu augmente sa difficulté afin d'offrir un défi plus stimulant au joueur. Les différents entraînements infernaux sont :
- Calcul infernal : il s'agit d'effectuer des calculs simples mais avec un décalage. Le jeu montre une opération, la dissimule tout affichant la suivante, et le joueur doit alors résoudre celle qui vient d'être dissimulée tout en effectuant dans sa tête celle affichée. La difficulté augmente en ajoutant des écarts entre l'opération effectuée et celle montrée à l'écran, mais également en modulant la vitesse requise pour répondre.
- Cartes infernales : un jeu de cartes proche du Memory mais dont le recto comporte des chiffres. Le nombre de cartes affiché à l'écran augmente avec la difficulté.
- Souris infernales : des souris et des chats se meuvent derrière des panneaux "?" et le joueur doit retenir, après tous les déplacements, où se situent les souris.
- Lecture infernale : le joueur doit lire des textes à haute voix tandis qu'un mot est souligné ; le joueur doit retenir tous les mots soulignés puis les restituer, dans l'ordre de son choix, à la fin de la série de textes. La difficulté augmente par l'ajout de texte à chaque série, et donc de mots à retenir.
- Symboles infernaux : le principe est identique au Calcul infernal, mais les opérations sont remplacées par des symboles.
- Cubes infernaux : des cubes sont disposés sur un quadrillage ; l'en d'entre eux disparaît puis réapparaît, puis les cubes changent de place et un autre cube clignote, et ainsi de suite.
- Gobelets infernaux : variante du bonneteau, des balles numérotées sont dissimulées sous des gobelets que le docteur déplace ; le joueur doit ensuite toucher les gobelets selon l'ordre croissant des balles dissimulées.
- Calcul infernal dicté : cet exercice est identique au Calcul infernal, à l'exception que les opérations à effectuer ne sont plus affichées à l'écran mais énoncées par le docteur.

### Le soutien infernal
Selon le jeu, travailler seulement la mémoire de travail n'est guère suffisant : il faut également aiguiser les capacités de rapidité décisionnelle et d'action du cerveau afin de rendre l'entraînement infernal le plus efficace possible. Les exercices disponibles sont :
- Calcul 20 : retour de l'exercice phare du Programme d'entraînement cérébral du Dr Kawashima, dont l'objectif est d'effectuer vingt opérations le plus rapidement possible.
- Mots explosifs : des mots de plus en plus complexes s'affichent pendant une seconde sur l'écran du haut et le joueur doit les écrire lettre par lettre le plus vite possible, sans oublier les différents accents.
- Multiples : une consigne est donnée sous la forme "multiple de x ou contient y" tandis que des nombres apparaissent. Le joueur doit à chaque fois dire si le nombre affiché correspond à la consigne donnée ; celle-ci disparaît d'ailleurs à la moitié de l'exercice pour tester sa mémoire immédiate.
- Baston d'additions : parodiant un jeu d'action en déroulement latéral, le jeu propose d'explorer des donjons où errent des monstres dont le corps est composé de chiffres. Pour les vaincre, le joueur, doit effectuer le plus vite possibles les additions des chiffres de chaque monstre. Chaque niveau se conclut par un boss à l'addition plus ardue à résoudre que le reste de ses sbires.
- Mots intersidéraux : ce sont ici les jeux de shoot'em up qui sont détournés. Si le déroulement est le même que Baston d'additions, l'exercice est similaire à Mots explosifs, en plus ardu.
- Monnaie : exercice simple où il faut rendre la monnaie le plus rapidement possible.
- Calcul 100 : principe similaire au Calcul 20, mais avec 100 opérations simples à effectuer.
- Addition explosive : principe similaire aux Mots explosifs, où il s'agit d'effectuer l'addition de tous les chiffres affichés sur l'écran supérieur ; ceux-ci explosent lorsque le résultat est correct.
- Heures : le joueur doit calculer la différence en heures et minutes entre les deux horloges affichées sur l'écran du haut.

### L'entraînement cérébral
Afin de varier la façon dont le logiciel stimule le cerveau, des exercices différents sont proposés dans cette section. Reposant moins sur la rapidité que le soutien infernal, ils sont plutôt l'occasion de mini-jeux de réflexion :
- Duel de cases : le joueur affronte au tour par tour un ou des docteurs Kawashima dans différents tableaux où se trouve un plateau de jeu composé de cases dont les valeurs varient. Le but du joueur est de bloquer la progression de son ou ses adversaires tout en conquérant le territoire qui a le plus de valeur possible. Une des subtilités est le "blocage" : en prenant toutes les cases autour du territoire de l'adversaire, celui-ci ne peut plus agir et toutes les cases restantes reviennent à celui à l'initiative de cette manœuvre.
- Patience Klondike : une variante du jeu de solitaire.
- Mélomane : le joueur doit toucher sur un piano affiché sur l'écran tactile les bonnes touches en suivant en rythme la partition qui défile sur l'écran 3D.
- Patience Spider : un autre jeu de carte, devenu populaire pour être également disponible sur les appareils Windows.
- Solitaire : le célèbre casse-tête avec des billes qu'il faut déplacer sur un plateau pour ne finir qu'avec une seule.
- Brouhaha : plusieurs personnes disent un mot en même temps et il faut tous les retranscrire à l'écrit. Cinq essais sont possibles avant de passer à l'écoute suivante.
- Patience Golf : le but est de classes les cartes des "9 trous" (9 tas) du tableau de jeu vers l'écart en s'aidant d'un talon ; seul la carte du dessus peut être déplacée, et celle-ci doit être de rang immédiatement supérieur ou inférieur à la carte présente sur le dessus de l'écart.
- Mémoire : plusieurs chiffres apparaissent puis sont dissimulés derrière des cases ; le joueur doit les toucher dans l'ordre croissant. Chaque bonne réponse ajoute un chiffre, chaque mauvaise en enlève un.
- Paires de tuiles : il faut faire des paires avec des pièces de mah-jong en faisant en sorte qu'il y ait moins de 3 lignes pour les relier les paires.

### Détente
Moins des exercices que des mini-jeux de scoring, le joueur doit essayer d'aller le plus loin possible sans perdre. Même s'ils sont là pour "reposer le cerveau" selon le logiciel, ils sollicitent néanmoins la réflexion et les réflexes du joueur :
- Explosion de lipides : proche des jeux de types Bejeweled et Candy Crush, le joueur doit aligner des petits blocs colorés appelés "lipides" avec des bombes elles-aussi colorées afin de former des chaînes de trois pour les faire disparaître. Ils existent des variantes des lipides, comme celles qui ne peuvent être détruites qu'en diagonal, ou encore celle qui n'explosent qu'en enchaînant deux explosions.
- Bactéricide : reprise du célèbre jeu de réflexion Dr Mario. Le joueur doit utiliser des gélules pour faire disparaître des virus en alignant quatre éléments de la même couleur.
- Musique : lecteur de musiques dans lequel il est possible d'activer un diaporama de photographies de la nature pour se détendre. Sur les 63 morceaux disponibles, la moitié sont des compositions originales de relaxation, tandis que le reste regroupe les musiques utilisées dans le logiciel.

## Accueil
- Gameblog : 7/10[1]
- GamesRadar+ : 4/5[2]
- IGN : 7,8/10[3]
- Jeuxvideo.com : 14/20[4]